# Dépendance aux réseaux sociaux
Pour un article plus général, voir Dépendance à Internet.

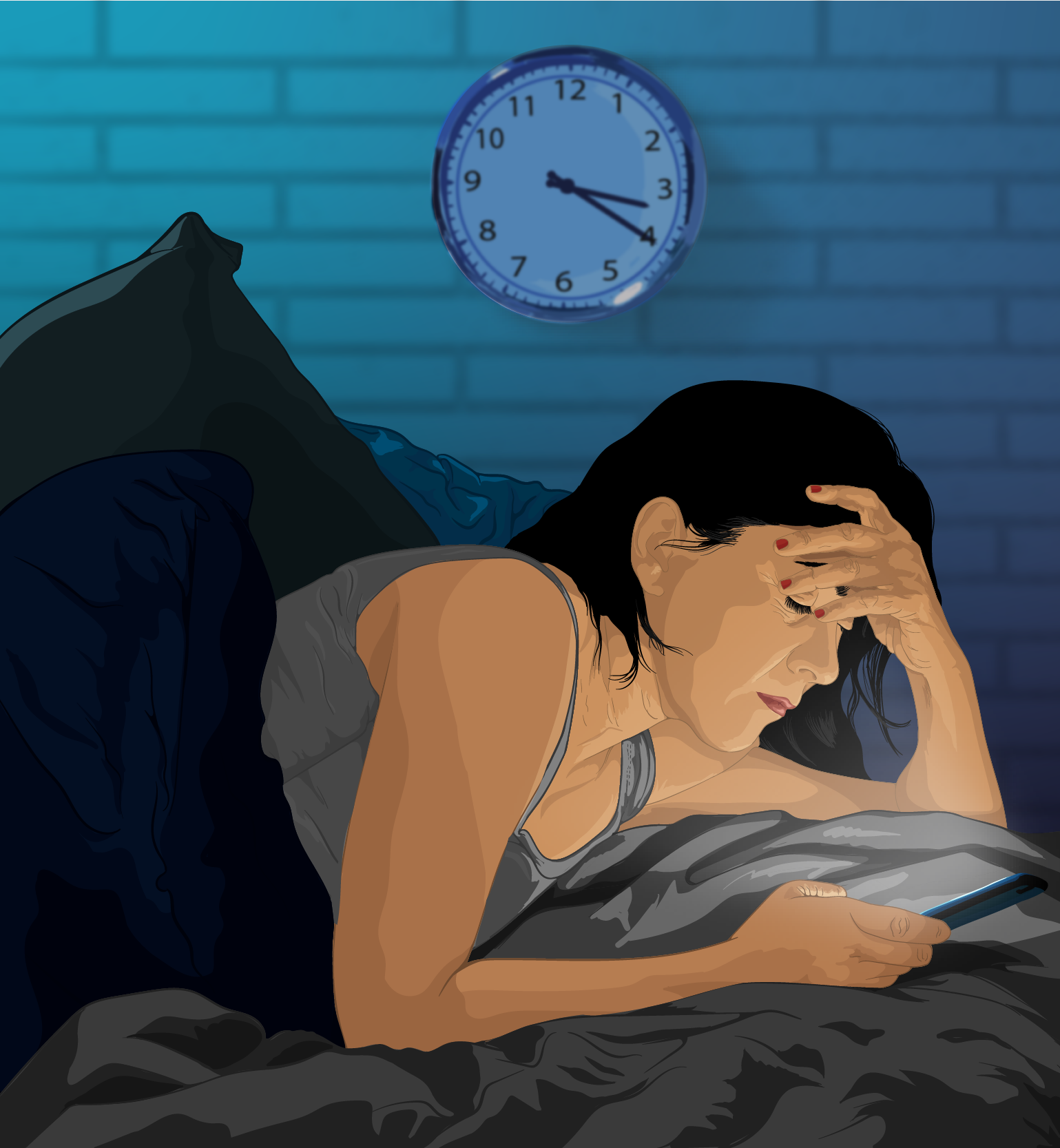
Phénomène récent, la procrastination du sommeil consiste surtout à utiliser son smartphone tard dans la nuit.

La dépendance aux réseaux sociaux est un trouble psychique caractérisé par une utilisation excessive des réseaux sociaux en ayant des conséquences délétères aux niveaux social, psychologique et physiologique. Un usage excessif de ces outils peut en effet mener à des troubles du comportement lorsqu'il cause des difficultés au niveau du fonctionnement social, professionnel, ou dans d'autres sphères importantes de la vie. Des cures et aides à la désintoxication numérique existent.

## Contexte
Les réseaux sociaux ont commencé en 1997 avec SixDegrees.com, sur la base du principe que tout le monde pourrait être relié avec seulement « six degrés de séparation ». 100 millions de personnes avaient accès à Internet en 2000. Par la suite, l'apparition de MySpace fut le premier véritable essor de l'utilisation des réseaux sociaux. Facebook fut inventé en 2004 et compte actuellement 2,27 milliards d'utilisateurs actifs. Facebook Inc. est également propriétaire de plateformes de réseaux sociaux comme Instagram et YouTube.
On peut considérer que la dépendance aux réseaux sociaux est une forme particulière de relation pathologique à Internet. Elle peut à ce titre être rapprochée des addictions sans substance, le terme addiction implique toutefois que le comportement réponde aux critères communément reconnus pour les addictions, dont les quatre principaux sont :
- Une envie irrépressible de réaliser le comportement ;
- La fréquence excessive, croissante, non contrôlée du comportement au détriment d'autres activités ;
- La poursuite du comportement malgré des conséquences dommageables ;
- L'augmentation de la fréquence du comportement pour ressentir les mêmes effets psychologiques.

La dépendance à Internet est dans certaines cultures reconnue depuis un certain nombre d'années comme une pathologie, en particulier en Chine et en Corée du Sud. Cependant au niveau international, ce n'est pas le cas : elle n'est pas reconnue comme telle dans le manuel diagnostique et statistique des troubles mentaux (DSM-5 dernière édition de 2013). Les seules addictions sans drogues reconnues internationalement sont l'addiction aux jeux d'argent et aux jeux vidéos. Des spécialistes[Qui ?] considèrent toutefois préférable de parler de « pratique excessive » plutôt que d' « addiction » pour la dépendance aux jeux vidéo.
Pour les réseaux sociaux, la question de la dépendance et de son assimilation à une addiction pathologique n'est donc pas tranchée du point de vue médical.
Toutefois, on considère que la fragilité sociale (par exemple la faiblesse de l'insertion) est positivement corrélée avec le risque addictif dans les usages d'internet et des réseaux sociaux, ce qui a pour conséquences que certaines études pointent une différence liée au genre du fait d'une insertion sociale par le travail globalement moins bonne pour les filles dans de nombreux pays,,. Une étude norvégienne de 2017 a ainsi montré que « l'utilisation des réseaux sociaux avec [développement d'] une dépendance était associée au fait d'être jeune, femme, peu inséré socialement et célibataire » .
Du fait que le modèle économique actuel de nombreux concepteurs d'applications implique l'échange de données personnelles contre l'autorisation d'utiliser une application, il n'est pas surprenant de constater que de nombreux éléments de conception se retrouvent dans les applications de médias sociaux qui visent à prolonger l'utilisation des applications,. Le chercheur allemand Christian Montag dénonce six mécanismes mobilisés par cette industrie pour accroître les temps d'usage, ce qui accroît d'autant les risques de développement d'un usage excessif.

## Distinction entre dépendance et utilisation fréquente des réseaux sociaux
De 1 à 2 % de la population (canadienne ?) serait aux prises avec une forme de cyberdépendance à l’égard des réseaux sociaux. Il faut cependant demeurer prudent lorsqu’on parle de cyberdépendance, car une personne qui passe beaucoup de temps sur les réseaux sociaux n'est pas nécessairement dépendante. Selon Magalie Dufour, on est dans la dépendance « quand on a perdu le contrôle de notre utilisation. On est un peu obsédé et ça devient un peu le centre de notre vie ». La dimension pathologique de l'usage est associée à des symptômes de dégradation de la santé mentale, tels que l'anxiété et la dépression chez les enfants et les jeunes. Un rapport sur les technologies de 2016 présenté par Chassiakos, Radesky et Christakis a identifié les avantages et les dangers de l'utilisation des médias sociaux pour la santé mentale des adolescents. Il a montré que la quantité de temps passé sur les médias sociaux n'est pas le facteur clé, mais qu'il fallait surtout se demander comment ce temps était passé. Des baisses de bien-être et de satisfaction de vie ont été constatées chez les adolescents les plus âgés qui « consommaient » passivement les médias sociaux ; en revanche, ces baisses n'ont pas été constatées chez ceux qui étaient plus activement engagés.
Le manque de sommeil et la diminution de la productivité au travail sont également des signes d’une dépendance.

## Effets d'une utilisation fréquente des réseaux sociaux chez les jeunes
Plusieurs études affirment qu’une utilisation fréquente des réseaux sociaux peut entraîner des impacts psychologiques sur l’utilisateur. L'utilisation fréquente des réseaux sociaux augmente le risque de souffrir de problème de santé mentale. Chez les adolescents, le risque de souffrir d’anxiété et d’autres « problèmes internes » de santé mentale est deux fois plus élevé chez les grands utilisateurs des réseaux sociaux, soit ceux qui les consultent plus de six heures par jour. Les effets négatifs de l’usage excessif des réseaux sociaux sont la moins bonne qualité de sommeil, et la réduction du temps consacré aux activités protectrices contre les troubles de santé mentale, comme lire un livre, faire de l’exercice physique ou voir des amis. Une étude dirigée par le professeur Russel Viner de l'Institut de la santé de l'enfant Great Ormond Street de l'Université College de Londres, porté sur près de 10 000 adolescents, filles et garçons, âgé de 13 à 16 ans a établi que les réseaux sociaux ne causent pas de dommages directs sur le développement du cerveau, mais une utilisation trop fréquente perturbe les activités qui ont un effet positif sur la santé mentale. L’utilisation des réseaux sociaux a des impacts sur l’estime de soi des jeunes et provoque l'encouragement à la passivité, le déclin de la lecture et peut entraîner des problèmes de santé physique, comme l'obésité et psychologiques, comme l'anxiété ou la dépression chez l'utilisateur.
Le syndrome du personnage principal (main character syndrome en anglais) est un exemple de comportement, lié à l'usage des réseaux sociaux, où l'usager tend à se considérer comme le héros d’une trame narrative imaginaire et idéalisée de sa vie, parfois au point que sa vie véritable et ses relations soient affectées par cette construction idéalisée d’une autre version de lui-même ou d'elle-même.

## Neurodéveloppement
De la petite enfance à au moins 20 ans, en utilisant le processus de neurogenèse et de neurolyse, les humains éliminent des milliards de synapses et neurones dans leur cerveau, à mesure qu'ils apprennent et développent des connexions. ll existe actuellement une théorie selon laquelle les réseaux sociaux, pour les personnes sensibles, pourraient affecter ce processus.
La disponibilité des  réseaux sociaux semble avoir exacerbé certains risques, dans la mesure où tous les jeunes à risque élevé en raison de fragilité génétique ou sociale sont maintenant à haut risque de développer une relation pathologique à ces technologies hautement disponibles.

## Collaboration multidisciplinaire
Facebook et d'autres sociétés de  réseaux sociaux ont fait l'objet de nombreuses critiques au cours des dernières années. Plusieurs personnes continueront à travailler ensemble sur ces problèmes dans le monde entier. Ces théories sont très controversées depuis très longtemps,,.

### Pédiatrie
Le professeur Dimitri Christiakis, de JAMA Pediatrics, fut l’auteur principal de la mise en place d'un plan média familial accessible à toute personne dans le monde. Il recommande tout particulièrement aux parents « d'éviter l'utilisation des  réseaux numériques, à l'exception du vidéo chat, chez les enfants de moins de 18 à 24 mois. « Les recherches actuelles n'apportent pas de réponse scientifique claire sur le » trop « de temps passé devant un écran ou de réseaux sociaux pour les enfants. Cependant, l'Académie américaine de pédiatrie recommande de limiter les enfants de 2 à 5 ans à « une heure par jour pour une programmation de haute qualité. » Le professeur Christiakis ne recommande pas de cesser d'utiliser les  réseaux sociaux et les autres technologies pour les enfants; il recommande plutôt aux parents « de prendre garde à ce qui est déplacé » par la technologie. Il note que les premiers résultats d'une étude mettant en jeu de vrais jouets et des iPads à l’hôpital pour enfants de Seattle montrent une différence entre les enfants très jeunes qui abandonnent les iPads pour les vrais jouets, et la recherche est en cours.

### Anthropologie
Le professeur Daniel Miller, professeur d'anthropologie à l'University College de Londres a entamé en 2018 une étude de cinq ans intitulée « ASSA », de l'anthropologie des smartphones, du vieillissement et de la santé mentale, consistant en « dix ethnographies simultanées de quinze mois à travers le monde ». Il note que les effets des  réseaux sociaux sont très spécifiques selon les lieux et les cultures des individus. Il soutient qu'« un profane pourrait rejeter ces histoires comme étant superficielles. Mais l'anthropologue les prend au sérieux, explorant avec empathie chaque utilisation des technologies numériques dans un contexte culturel et social plus large. « Il continue d'étudier les effets des  réseaux sociaux dans le monde entier en utilisant la technologie, avec le cours gratuit en ligne de cinq semaines : Anthropologie des  réseaux sociaux: Pourquoi nous publions. Ce cours est fondé sur le travail de neuf anthropologues qui ont passé chacun 15 mois sur le terrain au Brésil, au Chili, en Chine industrielle et rurale, en Angleterre, en Inde, en Italie, à Trinidad et en Turquie ».
Le professeur Miller déclare que « presque tous les jours, des articles de journaux nous disent que nous avons perdu notre humanité à cause de la dépendance aux smartphones ou aux selfies ». Il considère toutefois que « l'anthropologie numérique est une arène dans laquelle les développements sont constamment utilisés pour formuler des arguments normatifs et éthiques plus larges, plutôt que de simplement observer et rendre compte des conséquences du changement technologique » .
Le département d'anthropologie de l'University College de Londres publie également des livres gratuits sur ses projets en cours sur Internet. D'autres ouvrages ont été publiés sur les liens anthropologiques entre la dépendance aux réseaux sociaux et des cultures spécifiques,.
« L'anthropologie numérique » est l'étude anthropologique de la relation entre l'homme et la technologie de l'ère numérique. Ce domaine est nouveau et comporte donc différents noms avec divers accents. Ceux-ci incluent la techno-anthropologie, ethnographie numérique, cyberanthropologie, et anthropologie virtuelle. Brian Solis, analyste numérique, anthropologue et conférencier principal a déclaré « nous sommes devenus des toxicomanes numériques: il est temps de prendre le contrôle de la technologie et de ne pas laisser la technologie nous contrôler. »

### Psychologie
La revue scientifique Frontiers in Psychology compte de nombreux sujets de recherche ouverts à la participation et à la collaboration dans le monde concernant ces questions notamment sur la place de la neuroscience, de la psychologie du développement et des  réseaux sociaux. « Des études ont également suggéré un lien entre les besoins psychologiques de base innés et la dépendance aux réseaux sociaux » . « Les recherches montrent que la dépendance aux réseaux sociaux est liée au besoin d'appartenance, aux contacts sociaux, au sentiment de solitude et à la réduction de la solitude »
Selon des études, les personnes qui utilisent les réseaux sociaux de façon excessive ont tendance à montrer certaines comorbidités avec des troubles psychiatriques et psychologiques. Ces études montrent que le fait d'être dépendant aux réseaux sociaux peut avoir des effets négatifs sur la santé mentale, mais aussi que les personnes qui souffrent d'un trouble de santé mentale seraient plus enclines à développer cette dépendance. Une corrélation entre le nombre d'heures passées sur internet et la dépression a été observée selon une étude menée en 2013. L'augmentation du niveau de dépression serait relié au fait d'être isolé socialement lors du temps passé sur les réseaux sociaux ou à la pression sociale négative que procure la comparaison avec le contenu des autres utilisateurs.
La dépendance aux réseaux sociaux comporterait des effets négatifs en ce qui concerne l'impulsivité ainsi que le contrôle de soi, puisque les utilisateurs ont l'habitude des réponses et des réactions rapides que leur procurent les plateformes. En plus de développer de l'impulsivité, certains ont tendance à être plus narcissiques ou à avoir une plus basse estime des soi. En effet, certains comportements sont poussés plus loin lorsque l'utilisateur se trouve derrière un écran, puisque les gens en sont moins directement affectés. L'utilisation excessive de réseaux sociaux joue aussi un rôle important dans le développement en ce qui concerne l'expression adéquate de ses émotions. Beaucoup ont plus de facilité  à s'exprimer sur les réseaux sociaux que dans la vie réelle, puisqu'ils ne voient pas la réaction des autres en temps réel.
Les personnes ayant un comportement de dépendance aux réseaux sociaux ont tendance à négliger leurs relations sociales, leur famille, leurs études ou leur emploi en passant plus de temps sur les plateformes de réseaux sociaux. De ce fait, plusieurs développent d'autres problèmes  tel que de l'anxiété sociale. Inversement, certaines personnes utilisent les réseaux sociaux lorsqu'ils font de l'anxiété afin d'échapper à certaines situations sociales, ce qui a pour effet de renforcer le comportement de dépendance.

### Neuroscience
Des neuroscientifiques ont noté « des modifications de l'anatomie cérébrale associées à une dépendance à un site de réseau social ». Le Trends in Cognitive Sciences Journal notait en 2015 que «les neuroscientifiques commencent à capitaliser sur l'omniprésence de l'utilisation des  réseaux sociaux pour obtenir de nouvelles informations sur les processus cognitifs sociaux. ». Neuropsychopharmacology a publié un article en 2018 intitulé « Identifier le risque de consommation de substances fondé sur les réseaux de neurones profonds et des données de  réseaux sociaux Instagram ». Nature a publié une étude sur « comment la science des données peut faire progresser la recherche en santé mentale ». Elle continue également de publier des recherches scientifiques sur l'addiction avec le rat comme modèle . De nombreuses théories neuroscientifiques sur la toxicomanie sont considérées comme dépassées. Certaines sont encore basées sur les expériences de Rat Park dans les années 1970, qui ont été publiées dans la revue: Pharmacology Biochemistry and Behavior,,.

### Journalisme
La Commission australienne de la concurrence et de la consommation a publié, en décembre 2018, un rapport qui « propose de donner à un organisme de réglementation nouveau ou existant la tâche d'enquêter, de surveiller et de rapporter comment les grandes plateformes numériques classent et affichent les publicités et les nouveaux contentus ». Son président, Rod Sims, un économiste qui a précédemment travaillé pour le développement économique en Papouasie-Nouvelle-Guinée, a également fait remarquer que leur « enquête a aussi révélé certaines inquiétudes à propos de certaines plateformes digitales qui ont violé les lois de concurrence ou de consommation, et l’ACCC actuellement enquête sur cinq de ces allégations afin de déterminer si une mesure coercitive est justifiée » . Leur rapport fait des « recommandations préliminaires qui s'adressent à la puissance de marché de Google et de Facebook afin d'améliorer un meilleur choix pour les consommateurs ». Le régulateur « a proposé un nouvel organe pour surveiller les algorithmes qui gouvernent les recherches de Google et le fil d'actualités de Facebook, et le trafic qu’ils envoient aux éditeurs. Facebook s'est fait virulent contre le concept d’un régulateur des algorithmes, décrivant la proposition comme « inapplicable », « inutile » et « sans précédent ». Journalistes et autres organisations ont défendu pendant un certain temps que « chaque pays a besoin d'un régulateur des algorithmes »,,.

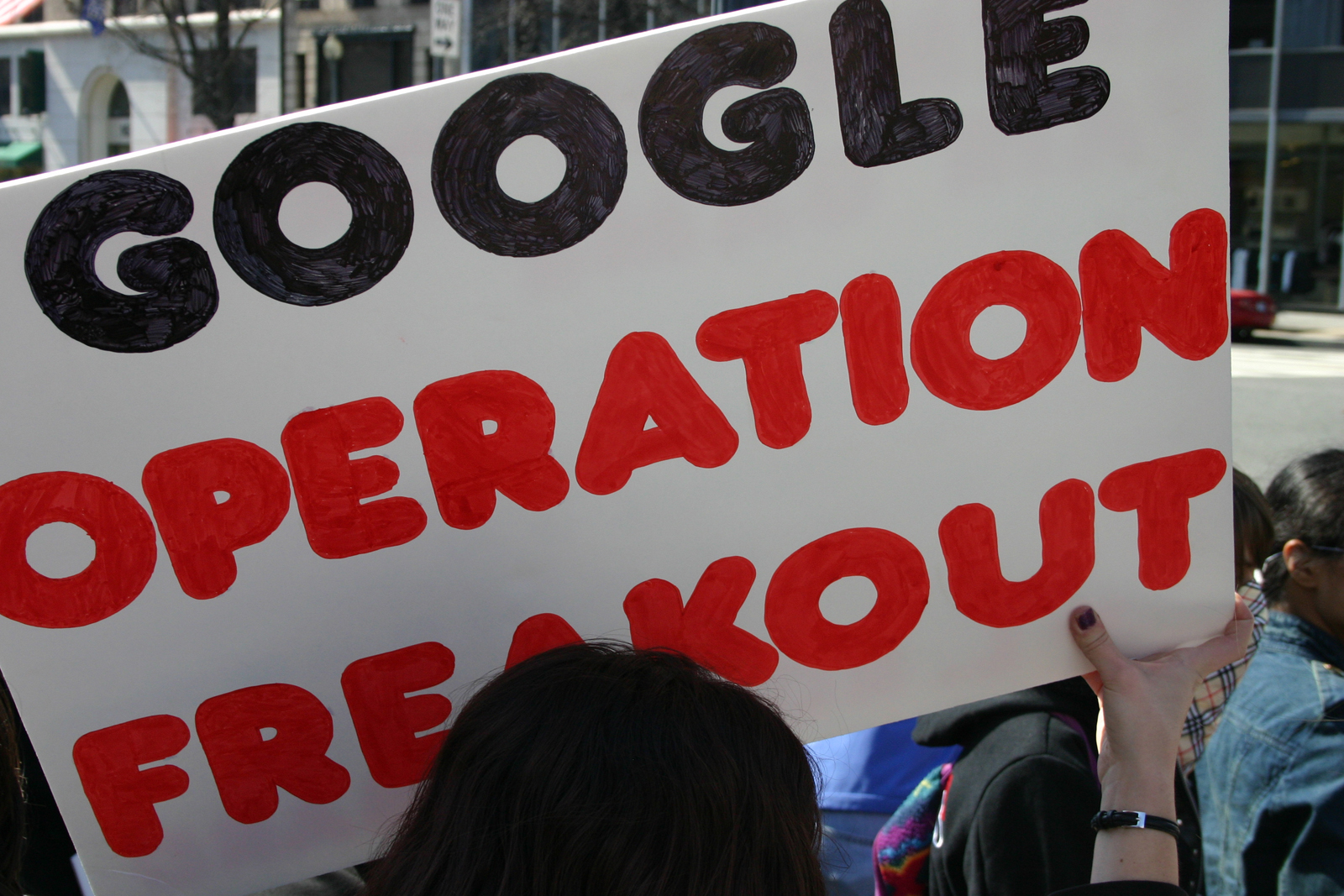
Manifestation en 2008 relative à Google et à la Scientologie, une organisation réputée antipsychiatrie.

### Technologie
Alors que la prise de conscience de ces problèmes se développait, de nombreuses communautés technologiques et médicales continuaient de travailler ensemble pour développer de nouvelles solutions. Apple Inc a acheté une application tierce, puis l'a incorporée en tant que « temps d'écran », en faisant la promotion en tant que partie intégrante d'iOS 12. Une start-up allemande a mis au point un téléphone Android spécialement conçu pour gagner en efficacité et réduire le temps d'écran. News Corp. a présenté de nombreuses stratégies pour réduire le temps d'écran. Il a été signalé que Westpac New Zealand ne faisait pas de publicité sur les réseaux sociaux. Facebook et Instagram annoncent officiellement de nouveaux outils pour lutter contre la dépendance aux réseaux sociaux.

## Réponse politique
La Corée du Sud fait des efforts notables de santé publique en lien avec ce que le pays considère comme des troubles associés à Internet, aux réseaux sociaux et aux jeux en ligne. Un article de synthèse publié dans Prevention Science en 2018 indique que " le gouvernement [coréen] a été à la pointe des efforts de prévention, en particulier en comparaison aux États-Unis, à l'Europe occidentale et à l'Océanie". L’article pointe comme exemplaire le fait que le pays ait su articuler une prévention primaire, axées sur l’information du plus grand nombre dans les écoles, et une prévention secondaire et tertiaire, axée sur les adolescents qui ont déjà basculé vers un usage excessif notamment des réseaux sociaux mais aussi du jeu en ligne.
En 2019, aux États-Unis, le sénateur Josh Hawley propose un Social Media Addiction Reduction Technology (SMART) Act qui vise explicitement à réglementer les technologies dont il considère qu'elles ont précisément pour but de créer de l'addiction, particulièrement nocive pour la jeunesse. Les deux technologies principalement ciblées sont le défilement infini (Infinite Scrolling) et l'Auto-Play. La proposition de loi prévoit en outre que le Federal Trade Commission produise tous les trois ans au moins un rapport sur la "question de la dépendance à Internet" qui explorerait la manière dont "les entreprises de médias sociaux, en exploitant la psychologie et la physiologie du cerveau humain, interfèrent avec les libres choix des individus.
L'Assemblée nationale française met d'ailleurs en place une Commission d'enquête en mars 2025 transpartisane avec pour président le député socialiste Arthur Delaporte et pour rapporteure la députée EPR Laure Miller ; la  commission doit en particulier déployer ses travaux semestriels sur les effets psychologiques de TikTok sur les mineurs.

## De plus amples recherches

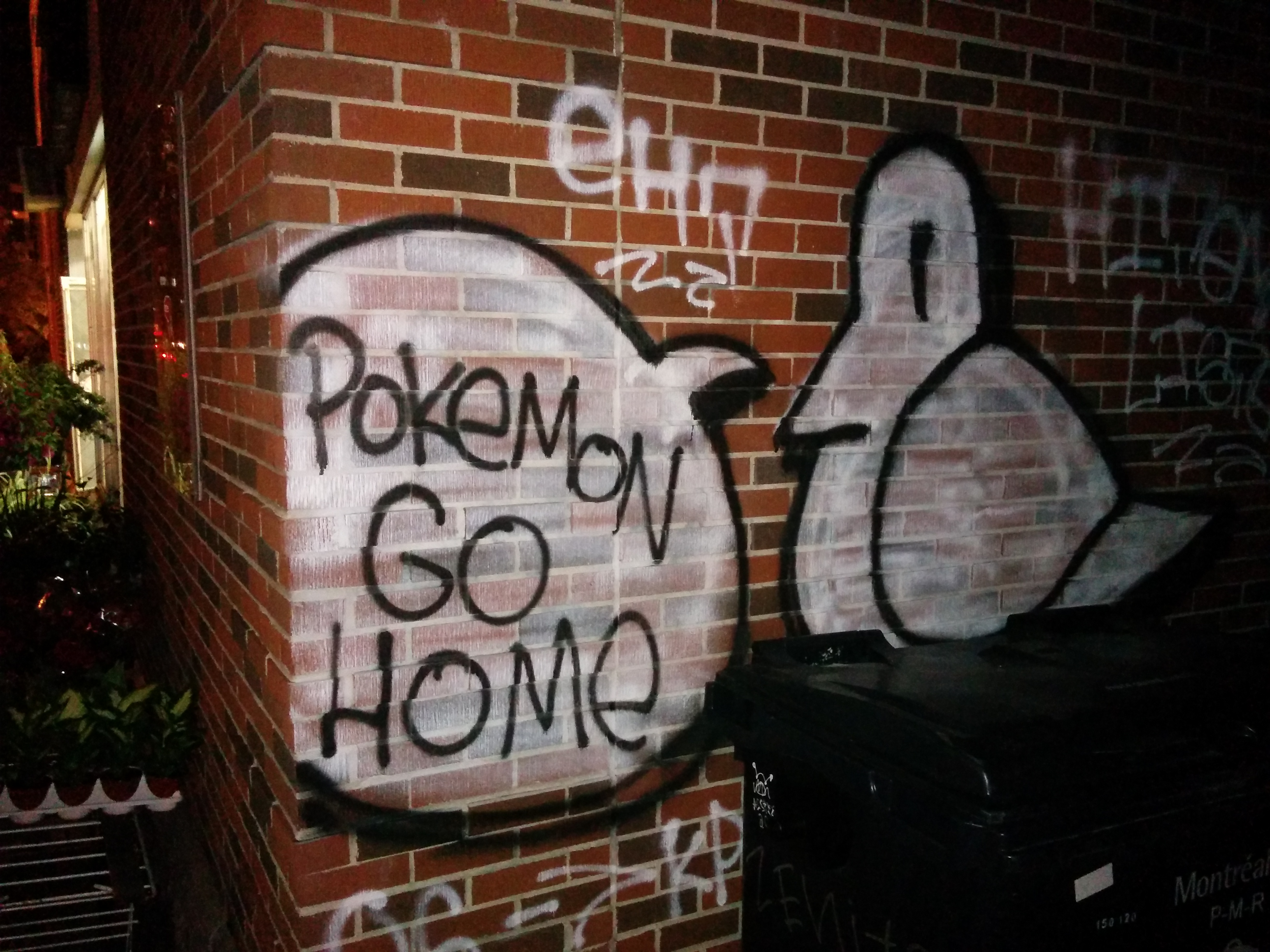
Street art faisant référence à Pokémon Go à Montréal.

Bien que l'utilisation des réseaux sociaux soit « omniprésente » dans le monde, la manière de communiquer et d'interagir entre utilisateurs reste mal connue des communautés médicale, anthropologique, scientifique et technologique.
De nombreux travaux de recherches sont publiés dans le domaine de l'addiction à Internet des adolescents, entre autres l'addiction au smartphone et l'addiction aux jeux vidéos en ligne.
Les réseaux sociaux jouent un rôle notamment dans la période Adolescence puisqu’ils leur «permettent [aux jeunes] d‘avoir une intimité sans surveillance de leurs parents».  Les réseaux créent un espace communautaire. Les adolescents, en période de quête d'identité, développent des liens sur les réseaux et vont le cas échéant s’en inspirer.

## Visibilité médiatique du concept
Le docu-fiction The Social Dilemma présente une analyse de l'influence des réseaux sociaux dans le monde moderne et en particulier pour les jeunes. Il insiste sur les technologies mises en place par les géants du secteur pour créer une économie basée sur la captation de l'attention des usagers, en insistant sur les dégâts supposés notamment en matière de dépression et de suicide chez les adolescents. Les scientifiques notent que le documentaire a été reçu de manières très diverses, avec moins d'échanges sur les problématiques d'addiction que sur celles en rapport avec le formatage de l'opinion et la censure de certains contenus.
En septembre 2020, l'émission Envoyé Spécial traite le même sujet et évoque l'addiction à la dopamine associée à ces outils et fait le lien avec des fragilités narcissiques.